# Theater der Grausamkeit
Das Theater der Grausamkeit ist ein von Antonin Artaud in der Mitte des 20. Jahrhunderts geprägter Begriff. Er bezeichnet eine praktisch nie umgesetzte und kaum realisierbare Form des Theaters, die nicht den klassischen dramatischen Regeln folgt, sondern das Theater für Schauspieler und Publikum zu einer körperlichen, emotionalen und einmaligen Erfahrung machen möchte. Seine Theorie ist in dem Sammelwerk Das Theater und sein Double niedergeschrieben.

## Entstehungsgeschichte vonDas Theater und sein Double
Das Artaudsche Konzept des Theaters der Grausamkeit entstand über einen Zeitraum von mehreren Jahren und wurde 1938 im Band Das Theater und sein Double veröffentlicht. Der Band gilt heute als Artauds Standardwerk.
1926 gründete Artaud gemeinsam mit Robert Aron und Roger Vitrac das Alfred-Jarry-Theater („Théâtre Alfred Jarry“) in Paris, welches 1929 nach nur vier Inszenierungen wieder geschlossen werden musste. Das Alfred-Jarry-Theater kann somit als Vorstufe zu Artauds späterem Konzept angesehen werden, da Artaud hier zunächst versuchte seine Theater umzusetzen.
Im Oktober 1932 erschien Das Theater der Grausamkeit (Erstes Manifest) in der Literaturzeitschrift Nouvelle Revue Française. Die Sprache und Forderungen Artauds waren im Paris der 30er Jahre ein Skandal und die Mitarbeiter der Zeitschrift wehrten sich fortan neben Artaud abgedruckt zu werden. Beim veröffentlichten Text handelte es sich bereits um die 12. oder gar 15. Fassung: Artaud hatte lange an dem Manifest gearbeitet und sich erst nach diversen Überlegungen für den Begriff „Theater der Grausamkeit“ entschieden. Alternative Bezeichnungen waren „alchimistisches Theater“, „metaphysisches Theater“ sowie „Theater der Prüfung“. 1933 erschien schließlich das zweite Manifest zum „Theater der Grausamkeit“.
Artaud gab die alternativen Bezeichnungen für sein Theater der Grausamkeit niemals ganz auf. So finden sich in der Publikation Das Theater und sein Double auch die Kapitel Die Inszenierung und die Metaphysik sowie Das alchimistische Theater. Die Begriffe ‚Alchimie’ und ‚Metaphysik’ finden sich in vielen Texten Artauds wieder und sind Teil eines begrifflichen Kanons, den Artaud in seiner theoretischen Arbeit geschaffen hat.

## Kritik am zeitgenössischen Theater
Die Kritik am abendländischen Theater war wesentlicher Ausgangspunkt für Artauds Theaterkonzept. Im klassischen Sprechtheater war die Darstellung auf der Bühne bereits seit der Antike dem dramatischen Text untergeordnet. Artaud forderte eine Entliterarisierung des Theaters und wandte sich damit gegen das Sprechtheater seiner Zeit. Die Idee des Theaters der Grausamkeit ist insofern dem postdramatischen Theater zuzuordnen.

„Anstatt auf Texte zurückzugreifen, die als endgültig, als geheiligt angesehen werden, kommt es vor allem darauf an, die Unterwerfung des Theaters unter den Text zu durchbrechen und den Begriff einer Art von Sprache zwischen Gebärde und Denken wiederzufinden.“

Für Artaud hatte jede Epoche ihre eigene Sprache hervorzubringen, die die Massen und nicht nur ein elitärer Kreis verstehen würden und die den Bedürfnissen der Zeit entsprächen. Seine Kritik am textbasierten Drama ging einher mit der Kritik an der psychologisierten und naturalistischen Darstellung auf der Bühne, die eine Abbildung der Realität und die reine Unterhaltung der Zuschauer zum Ziel hatte. Artaud lastete diesen Umstand jedoch nicht dem Bedürfnis der Massen nach Unterhaltung an, vielmehr beschuldigte er die Theaterautoren seiner Zeit sowie die Verehrung dieser für die klassischen „Meisterwerke“.

## Einflüsse: Surrealismus, Balinesisches Theater & Krankheit
Bevor Artaud seine Manifeste zum Theater der Grausamkeit schrieb, war er eine Zeit lang in der surrealistischen Bewegung rund um André Breton aktiv, von der er sich jedoch aufgrund unüberwindbarer Differenzen trennte. Die Idee, dass Sprache die Welt nicht objektiv darstellen könne, übernahm Artaud aus seiner Zeit mit den Surrealisten. Die Kritik am Wort als hochgeschätzter Ausdruck der Menschheit zog sich fortan als essentieller Bestandteil durch Artauds Theaterkonzept.
Ein weit wichtigerer Einfluss war das Balinesische Theater. 1931 besuchte Artaud auf der Pariser Kolonialausstellung eine Aufführung einer balinesischen Tanztheatergruppe. Artaud bezeichnete die Schauspieler als „Hieroglyphen“ und bewunderte die „mathematische Genauigkeit“ ihrer Bewegungen. Hier sah er erstmals ein körperbezogenes Verständnis von Theater, das den Schauspieler zum Symbolträger macht und thematisch auf religiöse Mythen zurückgreift. Im Umgang mit Artauds Beschreibung der Aufführung ist zu beachten, dass Artaud nicht vor Exotismus und Hochstilisierung gefeit war und kein tieferes Verständnis der balinesischen Kultur und Rituale hatte. In der wissenschaftlichen Einschätzung wird häufig übersehen, dass Artaud nur eine einzige derartige Vorstellung jemals gesehen hat, welche sich außerdem in einem kolonialistischen Kontext abspielte.
Ebenso übersieht die Wissenschaft Artauds persönlichen Bezug zu Körperlichkeit und ‚Grausamkeit’. Er litt Zeit seines Lebens unter den Folgen einer Hirnhautentzündung, die er als Vierjähriger überlebt hatte, an chronischen neuralgischen Schmerzen, aufgrund derer er über Jahrzehnte Drogen wie Laudanum, Opium oder Heroin konsumierte, sowie an einer klinischen Depression. Es ist schwierig, einen direkten Zusammenhang zwischen Artauds Theorien und seinen körperlichen Leiden herzustellen, doch ergibt sich aus seiner Biografie und zahlreichen Briefen, die er während eines jahrelangen Aufenthalts in der Psychiatrie an Freunde schrieb, dass er sein Leben lang auf der Suche nach Heilung von seinen Schmerzen durch psychoaktive Drogen, Selbsterfahrung und Rituale war.

## Konkrete Anwendung des Theaters der Grausamkeit
Artaud setzte sich in seinen Texten gezielt für ein körperliches Bühnenspiel ein. Sprache sei nicht gleichbedeutend mit Worten, sondern als ideografische Handlung (im Raum) zu verstehen: Jede Bewegung und jeder Laut der Bühnendarsteller sollte eine eigene Bedeutung ausdrücken und nicht mehr nur dazu dienen, eine Handlung voranzutreiben oder zu illustrieren.
Im Ersten Manifest seines Theaters der Grausamkeit schrieb Artaud eine konkrete Anleitung für den Bühnenaufbau und das Schauspiel. So sollte das Schauspiel „ein körperliches, objektives Element enthalten“ und mithilfe von Schreien, Rhythmus und vielen weiteren Mitteln ein auch für den Zuschauer körperlich spürbares Erlebnis produzieren. Autor und Regisseur sollten bei Artaud zu einer Art allmächtigen Schöpfer verschmelzen, der die Inszenierung als seine Schöpfung versteht. Dieser ‚Schöpfer’ sollte auch eine konkrete Bühnensprache finden, die sich an katalogisierbaren Gebärden, Masken, Gesten, Lauten und Effekten entlang hangeln sollte. Artaud selbst hat hierzu keinen „Gebärdenkatalog“ vorgelegt, diesen aber gefordert. Musikinstrumente und andere nutzbare Gegenstände sollten als dekorative Elemente auf der Bühne stehen, wobei es Artaud bei ihrer Verwendung nicht um die Produktion harmonischer Töne, sondern um unerträgliche Klänge ging. Auch die Beleuchtung sollte einen derart emotionalen Zuschauer hinterlassen, dass dieser seine Wut und Furcht körperlich wahrnehmen könne. Bei der Verwendung von Kostümen wollte Artaud auf „jahrtausendealte Kostüme zu rituellem Gebrauch“ zurückgreifen.
Ein besonders wichtiges Anliegen Artauds war die Abschaffung von Bühne und Zuschauerraum, also die Trennung von Schauspieler und Zuschauer. Mit dieser Änderung wollte Artaud ein „Theater der Aktion“ erschaffen und eine direkte Verbindung zwischen Schauspieler und Zuschauer herstellen. Im Theater der Aktion sollte der Zuschauer mitten im Theatersaal sitzen und von allen Seiten bespielt werden. Für die Anwendung hatte er auch gewisse Raumvorstellungen: So sollten „besondere Höhen- und Tiefenproportionen herrschen“ und die Schauspieler sollten mittels Galerien nicht nur von allen Seiten, sondern auch erhöht spielen können. Als konkretes Programm bot Artaud verschiedene Stücke, literarische Texte oder Erzählungen an, die jedoch ohne Rücksicht auf den Text inszeniert werden sollten. Dazu gehörten Stücke aus der Shakespearezeit, ein Stück von Léon-Paul Fargue, ein Auszug aus dem Zohar, die Geschichte vom Blaubart, die Eroberung Jerusalems, eine Erzählung von Marquis de Sade, Melodramen der Romantik, der Woyzeck von Georg Büchner sowie Werke des elisabethanischen Theaters.

## Umsetzung des Theaters der Grausamkeit
Das Theater der Grausamkeit ist nur schwer in einem Theaterbetrieb umzusetzen. Dies hat mehrere praktische Gründe, ist aber auch vor allem davon geprägt, dass selbst Artaud kein vollendetes Theaterkonzept vorgelegt hat und sich in manchen Texten widerspricht oder durch die metaphysische Sprache unverständlich macht.
1935 kam es zu einem Versuch der praktischen Umsetzung seines Theaters der Grausamkeit: In Paris wurde das Stück Le Cenci uraufgeführt. Artaud orientierte sich bei der Inszenierung des Stücks an Stendhals Novelle und Percy Bysshe Shelleys gleichnamigen Drama. Er spielte in seinem Theaterstück selbst die Hauptrolle des grausamen Vaters Francesco Cenci. Bei Publikum und Kritikern stieß er mit seinem ekstatischen Spiel jedoch auf Unverständnis und die Produktion wurde nach nur 17 Vorstellungen eingestellt.

## Folgen/Rezeptionen/Missverständnisse mit der Grausamkeit
Im deutschsprachigen Raum wird Artaud erst nach dem Zweiten Weltkrieg rezipiert. Einer der Hauptgründe hierfür ist, dass sein Werk Theater und sein Double (franz.: Le théatre et son double) erst 1969 in die deutsche Sprache übersetzt wurde. Somit fiel es in die Zeit der aufkommenden Performancegruppen, wie z. B. living theatre, die in der Folgezeit oft mit Artaud in Verbindung gebracht werden. Allerdings kam und kommt es bei dieser Rezeption von verschiedenen Performances und Happenings, die man im Zusammenhang mit Artauds Thesen anstellte, oft zu eklatanten Missverständnissen, wie es z. B. auch Bernd Mattheus im Nachwort von Theater und sein Double feststellt. So erschien beispielsweise 1967 in der ZEIT ein Artikel, in dem das living theatre mit Artaud und seinem Grausamkeitskonzept assoziiert wurde. Schon einige Tage nach Veröffentlichung dieses Artikels reagierte die Literaturkritikerin Marianne Kesting folgendermaßen darauf:
„Artaud ist in Deutschland eine legendäre Figur. Er wird gern erwähnt, aber nahezu niemand hat ihn gelesen. Über sein Theater kursieren entsprechend verworrene Vorstellungen und Gerüchte. So wird mit seinem Terminus ‚Theater der Grausamkeit‘ manch schlimmer Zauber getrieben.“
Bei der inadäquaten Verknüpfung von Artaudscher Terminologie mit der Theatergruppe living theatre handelt es sich jedoch um keinen Einzelfall. Vor allem sein Begriff der Grausamkeit wurde oft in der Rezeption von verschiedensten Performance-Künstler/-innen falsch verwendet bzw. auch falsch verstanden, da im Allgemeinen der Begriff Grausamkeit die Bedeutungsfelder Schmerz, Blut oder auch Schrecken evoziert. Dies führte dazu, dass beispielsweise Performances aus der Industrial Szene, wie z. B. von SRL, im Sinne Artauds gedeutet wurden. Zwar finden sich hierbei durchaus manche Berührungspunkte mit den Konzepten Artauds, allerdings wird insbesondere der Begriff der Grausamkeit missverstanden und falsch angewendet.
Diese problematische Verwendung der Artaudschen Begriffe ist umso verwunderlicher, als sich ebendieser in seinen Lettres sur la cruauté beispielsweise zu seinem Grausamkeits-Konzept explizit geäußert hat, um Missverständnisse zu vermeiden:
„Es handelt sich nicht um die Grausamkeit des Sadismus noch um Blut, wenigstens nicht ausschließlich. Ich kultiviere nicht etwa systematisch das Grauen. Das Wort Grausamkeit muss in einem weiten Sinn verstanden werden, nicht in dem stofflichen, räuberischen, der ihm gewöhnlich beigelegt wird.“
Damit stellt Artaud klar, dass körperliche Gewalt, wie sie oft bei Performances zu finden ist, nichts mit seiner Theatervorstellung zu tun hat. Stattdessen erklärt er weiter:
„Und was ist denn, philosophisch gesprochen Grausamkeit? Vom Standpunkt des Geistes aus betrachtet deutet Grausamkeit Unerbitterlichkeit, Durchführung und erbarmungslose Entschlossenheit, nicht umkehrbare, absolute Determination. Der geläufigste philosophische Determinismus ist, vom Standpunkt unsrer Existenz aus, eines der Bilder der Grausamkeit. Zu Unrecht wird dem Wort Grausamkeit ein Sinn blutiger Unerbitterlichkeit, willkürlicher und unbeteiligter Untersuchung körperlichen Leidens beigelegt. [...] Grausamkeit ist in der Tat nicht gleichbedeutend mit vergossenem Blut, mit Märtyrerfleisch und gekreuzigtem Feind. [...] Ich gebrauche das Wort Grausamkeit im Sinne von Lebensgier, von kosmischer Unerbitterlichkeit und erbarmungsloser Notwendigkeit, im gnostischen Sinne von Lebensstrudel, der die Finsternis verschlingt, im Sinne jenes Schmerzes, außerhalb dessen unabwendbarer Notwendigkeit das Leben unmöglich wäre“.
Dabei wurde von den unterschiedlichen Rezeptionssträngen nicht nur das Konzept Grausamkeit falsch verstanden, sondern auch die von Artaud zu deren Darstellung geforderten szenischen Mittel, wie z. B. Sprache. So hat beispielsweise bloßes Geschrei, welches sich mit äußerst lauter Musik verbindet, nichts mit seinen Überlegungen zu tun. Stattdessen formuliert er, dass die verschiedenen Elemente nur unter der Bedingung eingesetzt werden sollen, „dass ihr Sinn, ihre Physiognomie, ihr Zusammentreten bis ins Zeichenhafte erweitert werden, indem man diese Zeichen zu einer Art Alphabet ordnet.“ Es geht ihm also um eine innerästhetische Ordnung, die als Kriterium für ein ‚Theater der Grausamkeit‘ herangezogen werden kann, von den Rezipienten und Rezipientinnen jedoch häufig vernachlässigt oder außer Acht gelassen wurde.
Artaud wird zudem oft mit Brechts dramentheoretischen Überlegungen in Verbindung gebracht. Dass auch diese Engführung einer begrifflichen Oberflächlichkeit zu schulden ist, zeigt sich beispielhaft an Brechts Konzept des ‚epischen Theaters‘. Im Gegensatz zu Artaud fordert Brecht nicht emotionales Miterleben, sondern „nüchterne Distanz“, er möchte „das Publikum zum Denken verführen.“
Der Vollständigkeit halber muss noch angefügt werden, dass sich Anlehnungen an Artaud auch bei Theatermachern wie Peter Brook, Roger Blinn oder Jean Vilar finden. Auch bei Autoren der Postdramatik, wie Sarah Kane, gibt es zahlreiche Lesarbeiten, die mit den Konzepten Artauds arbeiten.
Inspiriert von dem Essay Artauds gab die amerikanische Glam-Metal-Band Mötley Crüe ihrem 1985 erschienenen Album den Titel Theatre of Pain.